# Xylocampa hethitica
Xylocampa hethitica là một loài bướm đêm trong họ Noctuidae.